# Turnera triglandulosa
Turnera triglandulosa är en passionsblomsväxtart som beskrevs av Charles Frederick Millspaugh. Turnera triglandulosa ingår i släktet Turnera och familjen passionsblomsväxter. Inga underarter finns listade i Catalogue of Life.